# Gilbertiodendron grandiflorum
Gilbertiodendron grandiflorum är en ärtväxtart som först beskrevs av De Wild., och fick sitt nu gällande namn av J.Leonard. Gilbertiodendron grandiflorum ingår i släktet Gilbertiodendron och familjen ärtväxter. Inga underarter finns listade i Catalogue of Life.